# اريتز سولابارتا ارنزمندي
اريتز سولابارتا ارنزمندي (بالإسبانية: Aritz Solabarrieta) (22 يوليو 1983 بأونداروا في إسبانيا - ) هو لاعب كرة قدم إسباني في مركز الوسط. شارك مع منتخب إسبانيا تحت 16 سنة لكرة القدم ومنتخب إسبانيا تحت 17 سنة لكرة القدم ومنتخب إسبانيا تحت 19 سنة لكرة القدم ومنتخب إسبانيا تحت 20 سنة لكرة القدم ومنتخب إسبانيا تحت 21 سنة لكرة القدم. أما مع النوادي، فقد لعب مع أتلتيك بيلباو ب وأتلتيك بيلباو وأتلتيكو مدريد ب وريال خاين ونادي إيبار ونادي باسكونيا ونادي سيستاو ريفر ونادي مليلية وCD Aurrerá Ondarroa ‏ ونادي بالنثيا ‏.

## وصلات خارجية
- اريتز سولابارتا ارنزمندي على موقع Soccerway.com (الإنجليزية)